# Lynne Ramsay
Lynne Ramsay (Glasgow, 5 dicembre 1969) è una regista e sceneggiatrice britannica.

## Biografia
Ramsay è nata a Glasgow, in Scozia, nel 1969, e si è laureata nell'inglese National Film and Television School nel 1995. Ha studiato fotografia all'Università Napier di Edimburgo, e in seguito è entrata alla National Film and Television School, dove si è specializzata in cinematografia e regia.
Nel 1996 ha vinto il premio della giuria a Cannes per il cortometraggio realizzato per la sua laurea, dal titolo Small Deaths. Il suo secondo cortometraggio, Kill the Day, ha vinto il Clemont Ferrand Prix du Jury; il terzo, Gasman, ha vinto un altro premio della giuria, oltre al premio BAFTA scozzese come miglior cortometraggio.
Nel 1999 è uscito il primo lungometraggio di Ramsey, Ratcatcher, che è stato acclamato dalla critica e ha ricevuto vari premi. È stato proiettato al Festival di Cannes 1999 e ha aperto l'Edinburgh International Film Festival, vincendo il premio Guardian New Directors. Inoltre ha vinto il premio della critica cinematografica Fipresci al Riga Film Festival, il premio Carl Foreman ai Premi BAFTA 2000, il Sutherland Trophy al London Film Festival e il Silver Hugo per la miglior regia al Chicago International Film Festival.
Il suo secondo lungometraggio, uscito nel 2002 ed intitolato Morvern Callar, ha fatto vincere a Samantha Morton il British Independent Film Awards come migliore attrice, valendo inoltre a Kathleen McDermott il BAFTA scozzese per la sua interpretazione. Il film ha vinto anche il premio C.I.C.A.E. del 2002 e l'Award of The Youth al Festival di Cannes 2002. La pellicola, che include brani musicali di Stereolab, Aphex Twin, The Velvet Underground e Nancy Sinatra, è basata sull'omonimo romanzo del 1995 di Alan Warner. È stato inoltre presentato nel Directors Fortnight per il Festival di Cannes 2002, ha aperto l'Edinburgh International Film Festival nell'agosto dello stesso anno, ed è stato presentato anche ai Film Festival di Telluride, Toronto, San Sebastian, Dinard e Stoccolma, venendo candidato a sette British Independent Film Award.
Il terzo lungometraggio di Ramsey, ...e ora parliamo di Kevin, è uscito nelle sale nel 2011. È basato su un romanzo di Lionel Shriver ed è stato presentato in anteprima al Festival di Cannes 2011. Come i precedenti film della regista, anche questo è stato acclamato dalla critica: Ramsay è stata candidata a un BAFTA come miglior regista e ha vinto il British Independent Film Award per la regia, oltre a un premio per la miglior sceneggiatura al Writer's Guild of Great Britain.

## Filmografia

### Cortometraggi
- Small Deaths (1996)
- Kill the Day (1996)
- Gasman (1998)
- Swimmer (2012)

### Lungometraggi
- Ratcatcher (1999)
- Morvern Callar (2002)
- ...e ora parliamo di Kevin (We Need to Talk About Kevin) (2011)
- A Beautiful Day - You Were Never Really Here (You Were Never Really Here) (2017)
- Die My Love (2025)

### Videoclip
- Doves – Black and White Town (2005)